# Lelkové
Lelkové (Caprimulgiformes) je řád ptáků, pro který jsou charakteristické kryptické opeření, dlouhá tenká křídla, krátké slabé nohy a velmi krátký zobák. Řád má pouze jedinou čeleď lelkovití (Caprimulgidae). Na světě žije kolem 100 druhů lelků, z nichž každý se označuje rodovým jménem lelek. Mimo Antarktidy, tichomořských ostrovů a velkých pouštních oblastí jsou lelkové rozšířeni po celé zeměkouli. V Evropě žijí dva druhy: lelek lesní (Caprimulgus europaeus) a lelek rudokrký (Caprimulgus ruficollis). V Česku hnízdí pouze lelek lesní, který žije v borových lesích.
Živí se hmyzem, který chytají do zobáku, který dokáží extrémně široce rozevřít. Loví v noci, kdy je také možno slyšet jejich výrazný hlasový projev, který je nejvýraznější počátkem hnízdního období. Hnízdí na zemi a snášejí 1 až 2 vejce, která zahřívají oba členové páru. Mláďata se líhnou značně vyvinutá, v prachovém peří, vidí a slyší a záhy se pohybují po okolí. 

## Systematika
Původně bylo do řádu lelků řazeno více skupin ptáků, které byly postupně povýšeny z čeledí na samostatné řády na základě hlubokých morfologických a genetických odlišností. K těmto skupinám patří potuové (Nyctibiiformes), gvačaro (Steatornithiformes; obě skupiny povýšeny na řád v roce 2016), lelkouni (Podargiformes) a lelčíkové (Aegotheliformes).
K roku 2022 řád lelků obsahoval pouze jednu čeleď lelkovití (Caprimulgidae) s následujícími rody.
- rod Eurostopodus (7 druhů)
- rod Lyncornis (2 druhy)
- rod Gactornis (1 druh)
- rod Nyctipolus (2 druhy)
- rod Nyctidromus (2 druhy)
- rod Hydropsalis (4 druhy)
- rod Siphonorhis (2 druhy)
- rod Nyctiphrynus (4 druhy)
- rod Phalaenoptilus (1 druh)
- rod Antrostomus (12 druhů)
- rod Caprimulgus (40 druhů)
- rod Setopagis (4 druhy)
- rod Uropsalis (2 druhy)
- rod Macropsalis (1 druh)
- rod Eleothreptus (2 druhy)
- rod Systellura (2 druhy)
- rod Chordeiles (6 druhů)
- rod Nyctiprogne (2 druhy)
- rod Lurocalis (2 druhy)

Vnitřní systematika nicméně zůstává předmětem vědeckých debat.

## Popis a morfologie

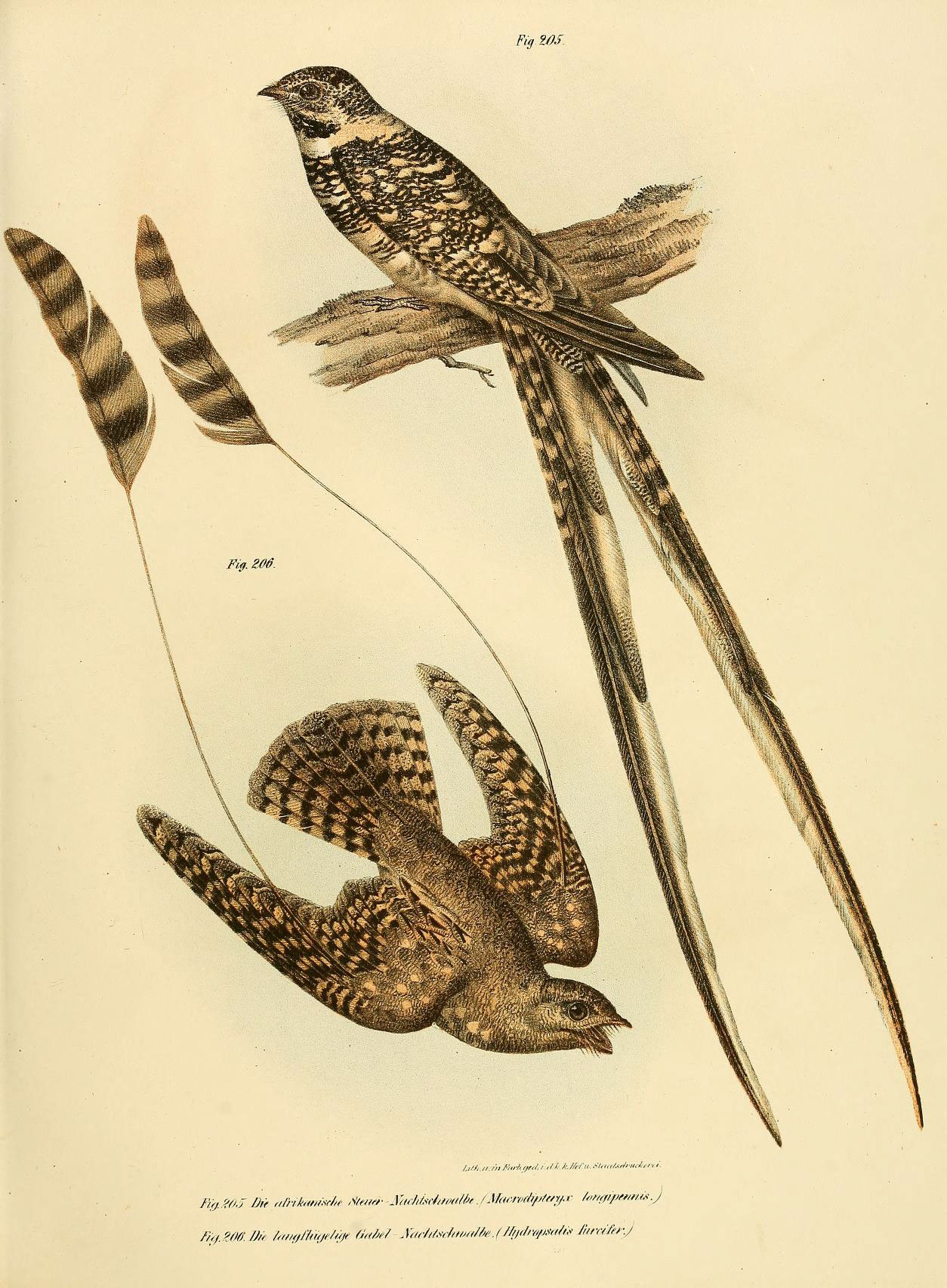
Lelek kopistoocasý (vlevo) a vlajkový mají v době hnízdění extrémně prodloužené peří na křídlech, resp. ocase

Lelkové jsou malí až středně velcí ptáci dosahující délek od 15–40 cm a váhy mezi 20–155 g. Vzhledem k tělu mají velkou plochou hlavu, velké oči, krátké krky a velmi krátké slabé nohy. U kořene zobáku se nachází štětiny, které mohou sloužit k ochraně očí při lovu hmyzu nebo k nasměrování hmyzu směrem do zobáku. Prsty jsou spojeny krátkou blánou, dráp prostředního prstu má na jedné strany menší výstupky těsně vedle sebe, takže připomíná malý hřebínek. Tento dráp lelkové využívají k čištění peří (preeningu) či narovnávání obličejových štětinek. Tmavý zobák je sice velmi malý, avšak lelkové jej dokáží extrémně široce rozevřít, a to jak vertikálně, tak horizontálně. To se hodí nejméně ke dvěma věcem, a sice k chytání velkého hmyzu a k ochlazování během tropických nocí, kdy lelkové za letu široce rozevřou čelisti a nechají vzduch proudit dovnitř.
Většina druhů má dlouhý ocas, který je společně s dlouhými úzkými křídly spojován s dovednými létajícími schopnostmi. 2 africké druhy (lelek dlouhoperý a vlajkový) mají během hnízdění extrémně prodloužené druhé nejvnitřnější ruční letky. 5 jihoafrických druhů (lelek lyroocasý, vlečkoocasý, vidloocasý, kopistoocasý a rezavolímcový) zase má extrémně prodloužené rýdovací pera. Prodloužená pera jsou důležitou součástí námluv a po skončení doby rozmnožování odpadnou. Opeření lelků je jinak silně kryptické a většinou je různou kombinací hnědé, šedé, žlutočervené, béžové, tmavé a krémové barvy. Pohlavní dimorfismus bývá nevýrazný, i když samce lze u některých druhů rozlišit podle světlých fleků na krku, ocasu a křídlech.

## Biologie
Vzhledem k silně kryptickému zabarvení a noční povaze druhu se toho o biologii řady druhů příliš neví. Většina lelků klade svá vejce na zemi bez jakéhokoliv hnízda přímo na listy nebo štěrk. Vejce jsou většinou světlá, u některých druhů s tmavšími flíčky. Samice kladou 1 či 2 vejce, inkubační doba trvá kolem 16–22 dní. Inkubace vajec i rodičovská péče jsou sdíleny oběma rodiči.

Živí se výhradně hmyzem, který chytají za letu do široce rozevřeného zobáku. Díky extrémní šířce zobáku mohou lelkové chytat i větší druhy nočních motýlů nebo kobylek.
Většina lelků je po většinu roku poměrně tichá, avšak počátkem doby rozmnožování se začnou velmi specificky a hlasitě projevovat. Evropský lelek lesní například zní jako vzdálená motorka a tento zvuk dokáže vydávat dlouhé hodiny jen s minimálními pauzami. Některé jiné druhy zase zní spíše pískavě či vydávají hluboké bublavé zvuky. Některé druhy produkují i mechanické zvuky pomocí tleskání křídel o sebe.

## Rozšíření a stanoviště
Lelkové mají téměř kosmopolitní rozšíření po všech kontinentech kromě Antarktidy. K významným oblastem, kde se nevyskytují, patří ty největší pouště a tichomořské ostrovy včetně Nového Zélandu a Tasmánie. Největší druhová diverzita je v tropech a subtropech. Habitat druhu je extrémně diverzifikován od hustých lesů přes pouště po hustě obydlená města. Zvláště lelkové rodu Chordeiles jsou známí svým hnízděním na štěrkových plochých střechách a lovem nočního hmyzu ve světle pouličních lamp.

## Odkaz v kultuře
V dobách, kdy se ještě chytalo na lep, vzniklo úsloví chytat lelky, které vyjadřuje nesmyslnost, popř. pošetilost takového konání (lelek se totiž přes den nehýbe a v noci jej návnada nezajímá, nevidí ji) a znamená zahálet, lenošit.
Široce rozeviratelné čelisti daly základ prastaré pověsti o tom, že lelkové sají krev kozám, pročež si vysloužili přezdívku goatsuckers (z angl. goat = koza, a sucker = sáč či sosák, čili něco jako „kozosači“).